# El Comandante
El Comandante es una serie de televisión colombiana producida por Sony Pictures Television y Teleset para RCN Televisión en 2017. Está basada en la vida del expresidente de Venezuela, Hugo Chávez. Está protagonizada por Andrés Parra como el personaje titular junto a Gabriela Vergara. La serie biográfica cuenta con las participaciones estelares de Stephanie Cayo, Francisco Denis, Marianela González y Julián Román.

## Sinopsis
La serie está inspirada en la historia de vida de Hugo Chávez, un hombre de orígenes humildes que con tan solo 44 años y contra todas las estadísticas, se convirtió en el líder más poderoso y controversial de América Latina en sus días. Durante su mandato controló las reservas más grandes de petróleo del planeta y se las arregló para sacudir el continente como nadie.
La producción de RCN narra la historia de un hombre y su país, basada en hechos reales, incorporando elementos y personajes ficticios, como las luchas de sus camaradas, espías que buscaban acabar con la vida del político, las mujeres que lo acompañaron y miembros de su oposición, para ofrecer una obra de suspenso, acción, política y romance.

## Producción
La producción está basada en una idea original del escritor y columnista venezolano, Moisés Naim. La dirección fue encargada a Felipe Cano (Lady, la vendedora de rosas, El laberinto de Alicia) y Henry Rivero (En coma). Los libretos son de José Luis González, Juan Andrés Granados y Versalia Cordero. La serie fue producida por Andrea Marulanda y Luis Eduardo Jiménez bajo el rol de productores ejecutivos y comenzó en el verano de 2016.
El primer avance fue revelado en el 25 de octubre de 2016, cuando mostraron escenas icónicas de la vida del presidente venezolano, como episodios de su niñez en Sabaneta, Barinas y episodios del Golpe de Estado que el político lideró en 1992.

### Casting
En mayo de 2016, Andrés Parra publicó en su cuenta de Twitter una imagen promocional de la serie junto a la frase "El poder de la pasión y la pasión por el poder". Para interpretar a Chávez tuvo que practicar el acento venezolano y rapar su cabello para interpretar la etapa de la vida del difunto en la que sufrió de cáncer. Para el personaje de Marisabel Rodríguez de Chávez consideraron a Wanda D'Isidoro, Eileen Abad, Gaby Spanic y Sonya Smith, finalmente eligieron a Gabriela Vergara para interpretar el personaje. Más del 50% del cast es venezolano.

## Recepción
La transmisión del primer episodio en Colombia coincidió con el estreno del último episodio de Sin tetas si hay paraíso, causando una menor sintonía bajo programas como Colombia's Next Top Model, Polvo carnavalero, La ley del corazón, "Las Vegas", "El minuto de Dios", "Noticias Caracol", "Ecomoda" y "Noticias RCN".
Mientras que algunas críticas señalan a la serie de tener una visión negativa de Chávez, su creador y guionista Moisés Naím recuerda que la serie es una ficción y no una biografía.

### Controversia
En mayo de 2016, Diosdado Cabello declaró su oposición absoluta a la producción del seriado, asegurando que la producción difamaría al difunto presidente, así mismo exigía a los ejecutivos de Sony Pictures Television detener el proyecto y mostrar evidencia de que la familia de Chávez había accedido a producir la misma. Más tarde la cadena aclaró que Asdrúbal Chávez había autorizado la serie. En octubre de 2016, Cabello amenazó a Sony Pictures Television con demandar si continuaba con la producción.
La actriz Gabriela Vergara, que interpretaba en la serie a Marisabel Rodríguez de Chávez, recibió muchos comentarios negativos porque la ex primera dama es acusada de complicidad y corrupción durante el gobierno de Chávez. 
En Venezuela, CONATEL ordenó retirar la señal del canal RCN Televisión, para prohibir la sintonía de la serie en dicho país.

## Reparto
- Andrés Parra como Hugo Chávez.
- Gabriela Vergara como Alejandra de Chávez.
- Stephanie Cayo como Mónica Zabaleta.[16]
- Julián Román como Carlos Uzcategui.
- Albi De Abreu como Cristobal Iturbe[17][18]
- Marianela González como Daniela Vásquez.[19]
- Paulina Dávila como Isabella Manrique.
- Indhira Serrano como Jaqueline Armas.
- Viña Machado como Carmen Rondon.
- César Manzano como Manuel Centeno.
- Sheila Monterola como Antonia Salcedo "Toña" Lina Ron.
- José Narváez como Iván Fonseca.
- Vicente Peña como Ángel Saavedra, adulto.
- Jimmy Vásquez como Willy Manzanares.
- Natalia Reyes como Carolina Jiménez.
- Francisco Denis  como el general Fernando Brizuela.
- Jeannette Lehr[20] como Adelaida de Chávez "Mamá Laida".
- Johanna Morales como Herma Marksman.
- Jairo Camargo como el Presidente Carlos Andrés Pérez.
- Germán Jaramillo como Fidel Castro.
- Santiago Soto como el general Lopez Fuentes.
- Roberto Fernández-Rizo como el general Villaroel.
- Kristina Lilley como Megan Bradley.
- Juan Pablo Gamboa como Andrés Venturini.
- Marcos Campos como Francisco Manrique.
- Hermes Camelo como el padre de Hugo.
- Vicky Hernández como la madre de Hugo.
- Vanessa Pose como Marisela Sánchez.
- Alexandra Lemoine como Marisela Sánchez, joven.
- Jorge Rengifo como Yuckson Álvarez.
- Dubán Prado como Maikel Pérez.
- Franártur Duque como Ángel Saavedra, joven.[21][22]
- Wendy Bermejo
- Hernán Álvarez como Ernesto Cabrera.
- Celsa Castillo  como Magaly, la suegra de Chávez

## Transmisión y Distribución
La serie estrenó el 30 de enero de 2017 en  Colombia por RCN Televisión, en Latinoamérica fue un día después, el 31 de enero, por TNT. En los Estados Unidos fue trasmitida por la cadena Telemundo.